# Bohemia Chips
Bohemia Chips je česká značka výrobce brambůrků a dalších slaných pochutin, sídlící v Choustníku u Tábora. Značku vlastní německá firma Intersnack. Pod značkou se vyrábí několik řad pochutin v mnoha různých příchutích.

## Historie
Bramborové chipsy s názvem Bohemia Chips se poprvé v Česku začaly vyrábět v roce 1982 v jihočeském Choustníku u Tábora. Vznikly díky spolupráci národního podniku Zelenina a zemědělského družstva Zeus. Bohemia Chips v červenožlutém obalu se prodávaly v obchodech Ovoce–zelenina. K dostání byly prakticky jen před Vánoci a šlo o podpultové zboží. Poprvé se začaly prodávat na výstavě Země Živitelka v Českých Budějovicích a staly se okamžitě velmi populární.
Roku 1992 a 1997 došlo v závodě k modernizaci, kromě linky v Choustníku vznikla v roce 2008 další výrobna v Hradci Králové. V roce 2007 se výroba rozšířila o vroubkované bramborové lupínky. Od roku 2017 pak vyrábí řadu Kotlíkové se silnějšími plátky o tloušťce až 2 milimetry oproti běžným 1,1–1,4 mm. V roce 2023 vyráběla značka více než desítku řad produktů s různými příchutěmi: Bohemia Chips, Kotlíkové, Vroubky a Vruby, Zlehka (s menším obsahem tuku), Popchips, Čočkové chipsy (s nižším množstvím tuku, vyrobené z čočky, od roku 2023), Lupeto, Křupky, Tyčinky, Hradecké tyčinky a Z pece (rybičky, tyčinky a krekry).
Do dříve vyráběných řad produktů Bohemia patří například Frity (příchuť sýr a slanina),[chybí lepší zdroj] bramborové lupínky Senza (s příchutí gurmánská hořčice, pikantní chilli a vinný ocet Balsamico vyráběny od roku 2008, druhá edice s příchutěmi cheddar a wasabi od roku 2011), Tradiční české brambůrky,[chybí lepší zdroj] Bohemia Super (typy Hearts, Cornitos, Nachos chilli a Penne), Bohemia Chips Grande (vroubkované bramborové lupínky s příchutěmi sýrové variace, pizza, paprika a rajče, bylinková sůl a šunka – prosciutto, smetana a středomořské bylinky). Firma vydala i limitované edice bramborových lupínků Z raných brambor (solené a nesolené, v roce 2015) a Čerstvě sklizeno (z nových brambor s příchutěmi petrželka s olivovým olejem a čerstvý sýr v roce 2018).
Značka si dlouhodobě drží nejvyšší podíl na tuzemském trhu, jejím největším konkurentem je PepsiCo (výrobce značky chipsů Lay's). V roce 2017 se čistý zisk české pobočky firmy Intersnack vyšplhal na 51,1 milionu korun.

## Vlastnictví
Společnost byla založena v roce 1993. Jediným vlastníkem společnosti Chio Bohemia Chips s.r.o. byla firma Intersnack a.s. sídlící na téže adrese jako Chio Bohemia Chips v Choustníku. Její mateřskou společností je Intersnack Group se sídlem v Düsseldorfu, pod kterou patří také další značky Chio Chips, Pom-Bear, Canto a Nutline. K začátku roku 2012 firma Intersnack zrušila společnost Chio Bohemia Chips likvidací. Majitelem značky Bohemia Chips zůstává firma Intersnack.
Skupina Intersnack koupila v roce 2000 i původně slovenskou firmu Slovakia Chips založenou v roce 1994 v Nozdrkovcích (Trenčín). V roce 2005 pak výrobu na Slovensku ukončila a Slovakia Chips se začaly vyrábět v ČR s odůvodněním lepší kvality a dostupnosti dostatku vhodných brambor k výrobě.

## Výroba bramborových lupínků
Výrobnou v Choustníku projde ročně až 45 tisíc tun brambor, linka za hodinu zpracuje až 1500 kilogramů brambor a celý cyklus výroby do zabalení chipsů trvá asi 30 minut. V počátcích byla výroba na pouhé desetině této kapacity.
Ke smažení se využívá výhradně jemný slunečnicový olej, původně firma používala palmový. Preferované jsou odrůdy brambor Hermes, Saturna, Kiebitz a Lady Claire. Plátky brambor se smaží asi 2,5 minuty při teplotách 150–160 °C. 80 % brambor přitom pochází od českých pěstitelů a zbytek je dovážen z Německa a Maďarska. Z celkové české produkce brambor jde asi 5 % na výrobu bramborových lupínků.
Balení hotového produktu jsou plněna ochrannou atmosférou z dusíku, která brání vlhnutí a oxidaci tuků.
Nejvíce prodávanou příchutí bramborových lupínků jsou solené. V historii výroby v původní řadě Tradiční české brambůrky vznikly ale i příchutě jako hovězí na cibulce a uzené s křenem, za jejichž návrat vznikla v roce 2021 i petice. Dále v řadě Bohemia Chips byly vyráběny bramborové lupínky s příchutí pikantní grilované masíčko a kečup a majonéza (v roce 2014), pečené kuře (od roku 2015), hamburger a kopr a máslíčko (limitovaná edice v roce 2021).[chybí lepší zdroj] V roce 2011 spustila firma soutěž Vítězství za příchuť, kdy sami zákazníci navrhovali nové příchutě řady Bohemia Chips – do prodeje se pak v roce 2012 dostaly tři z nich a to houby, niva a rozmarýn.